# Китаєв Володимир Олексійович
Володимир Олексійович Китаєв (1908-1987) - радянський військовий льотчик-ас, генерал-майор авіації, в роки Великої Вітчизняної війни командував винищувальною авіаційною дивізією, учасник Радянсько-фінської та Великої Вітчизняної війн  .

## Біографія
Володимир Китаєв народився 1908 року в місті Верхньоудинську (нині Улан-Уде ). Після закінчення школи Володимир Китаєв за спецнабором 1 жовтня 1926 вступив до військово-теоретичної школи Червоного Повітряного Флоту. А з 15 жовтня того ж року по червень 1929 проходив навчання в 1-й авіаційна школа Червоної Армії в селищі міського типу Кача (Крим)  .
У жовтні 1930 року розпочав службу на посаді молодшого льотчика 52-ї авіаційної ескадрильї Білоруського військового округу. Потім служив льотчиком-випробувачем Наркомату авіаційної промисловості. Брав участь у Радянсько-фінляндській війні на літаку І-153, який виконував справи командира 49-го винищувального авіаційного полку . Під час війни отримав свою першу повітряну перемогу. 22 січня 1940 року в групі збив біплан противника в районі Койріноя - Кітель  . Був нагороджений орденом Червоного Прапора  .
З березня по травень 1940 року працював льотчиком – випробувачем Наркомату авіаційної промисловості у Москві. Війну зустрів 22 червня 1941 року на посаді командира 72-ї змішаної авіаційної дивізії . З кінця 1941 до початку 1942 року брав участь у Керченсько-Феодосійській десантній операції . Після переформування дивізії в винищувальну був призначений командиром 283-ї винищувальної авіаційної дивізії, з якою брав участь у Сталінградській битві  . 25 грудня 1942 призначений командиром 274-ї винищувальної авіаційної дивізії, з якою брав участь у Великолуцькій і Демянській операціях.
21 березня 1943 року за зразкове виконання завдань командування в боях з німецькими загарбниками та виявлені при цьому мужність та героїзм дивізії присвоєно звання «гвардійська» і вона перейменована на 4-ту гвардійську  
- Орловська операція - з 12 липня 1943 по 18 серпня 1943 року.
- Брянська операція - з 17 серпня 1943 по 3 жовтня 1943 року.
- Городоцька операція – з 13 грудня 1943 року по 31 грудня 1943 року.
- Білоруська операція - з 23 червня 1944 року по 29 серпня 1944 року.
- Вітебсько-Оршанська операція – з 23 червня 1944 року по 28 червня 1944 року.
- Мінська операція - з 29 червня 1944 року по 4 липня 1944 року.
- Шяуляйська операція - з 5 липня 1944 до 31 липня 1944 року.
- Ризька операція – з 14 вересня 1944 року до 22 жовтня 1944 року.
- Прибалтійська операція - з 14 вересня 1944 до 24 листопада 1944 року.
- Мемельська операція – з 5 жовтня 1944 року по 22 жовтня 1944 року.
- Східно-Прусська операція - з 13 січня 1945 по 25 жовтня 1945 року.
- Берлінська наступальна операція - з 16 квітня 1945 по 8 травня 1945 року.

2 серпня 1944 полковнику Китаєву було присвоєно чергове військове звання генерал-майор авіації . Дивізія Указом Президії Верховної Ради СРСР «Бойового Червоного Прапора» та 31 жовтня 1944 року орденом «Суворова ІІ ступеня», а 6 липня 1944 року Наказом ВГК дивізії присвоєно почесне найменування «Оршанська». Дивізія неодноразово згадувалася в наказах Верховного Головнокомандувача та її воїнам оголошувалися подяки: за оволодіння містом Ліда , за оволодіння містом Єлгава ( Мітава )   за прорив оборони супротивника на північний захід і на південний захід від міста Шяуля
Останній бойовий виліт Володимир Китаєв здійснив 25 квітня над Берліном  . За роки війни Китаєв здійснив 123 бойові вильоти, здобув 5 повітряних перемог особисто і одну в групі  .
Після війни генерал-майор авіації Китаєв Володимир Олексійович з жовтня 1945 по лютий 1946 перебував у розпорядженні Головкому ВПС ЗС СРСР. З лютого 1946 року по березень 1947 року командував 16-ю гвардійською винищувальною авіаційною Свірською Червонопрапорною дивізією  .
За станом здоров'я у 1947 році звільнився у запас і переїхав на постійне місце проживання до міста Жданів (нині Маріуполь, Україна). Тут до 1958 року працював директором заводу "Металіст".

## Нагороди
- Орден Червоного Прапора (1940) [8] ;
- Орден Червоного Прапора (1942) [8] ;
- Орден Червоного Прапора (1944) [8] ;
- Орден Червоного Прапора [8] ;
- Орден Кутузова II ступеня (1944) [8] ;
- Орден Кутузова II ступеня (1945) [8] ;
- Орден Вітчизняної війни І ступеня (1943) [8] ;
- Орден Вітчизняної війни І ступеня (06.04.1985 р.) ) [9] ;
- Орден Червоної Зірки (1944) [8] ;
- медаль «За оборону Сталінграда» (1943 ) [8] ;
- медалі.